# Celtomanie
Ne pas confondre avec celtisant.
La celtomanie fut un engouement, une mode littéraire, un courant de recherches, rarement une idéologie, qui s'est développée à la fin du XVIIIe siècle et au long du XIXe siècle dans certains milieux intellectuels, logiquement dans les pays possédant une langue celtique vivante, mais aussi, avec des inflexions différentes, dans certaines régions d'Europe occidentale qui avaient connu ou qui revendiquaient un peuplement celtique au cours de l'Antiquité. Elle fut une étape obligée de la redécouverte des Celtes anciens et de leur rôle dans la genèse de cultures locales et plus généralement de la culture européenne. Elle divergea en plusieurs courants, les uns archéologiques, les autres littéraires. Avec le progrès des études, le terme est devenu péjoratif. On parait de toutes les vertus les Celtes de l'Antiquité, prétendant même en faire le berceau de l'humanité et du langage,. On peut donc la concevoir initialement d’une part comme une quête identitaire dans le contexte général du nationalisme européen et d’autre part, comme la réaction de peuples celtophones, face au recul des langues celtiques et des modes de vie traditionnels devant la révolution industrielle et la montée en puissance de grands États-nations.

## La mode de la celtomanie

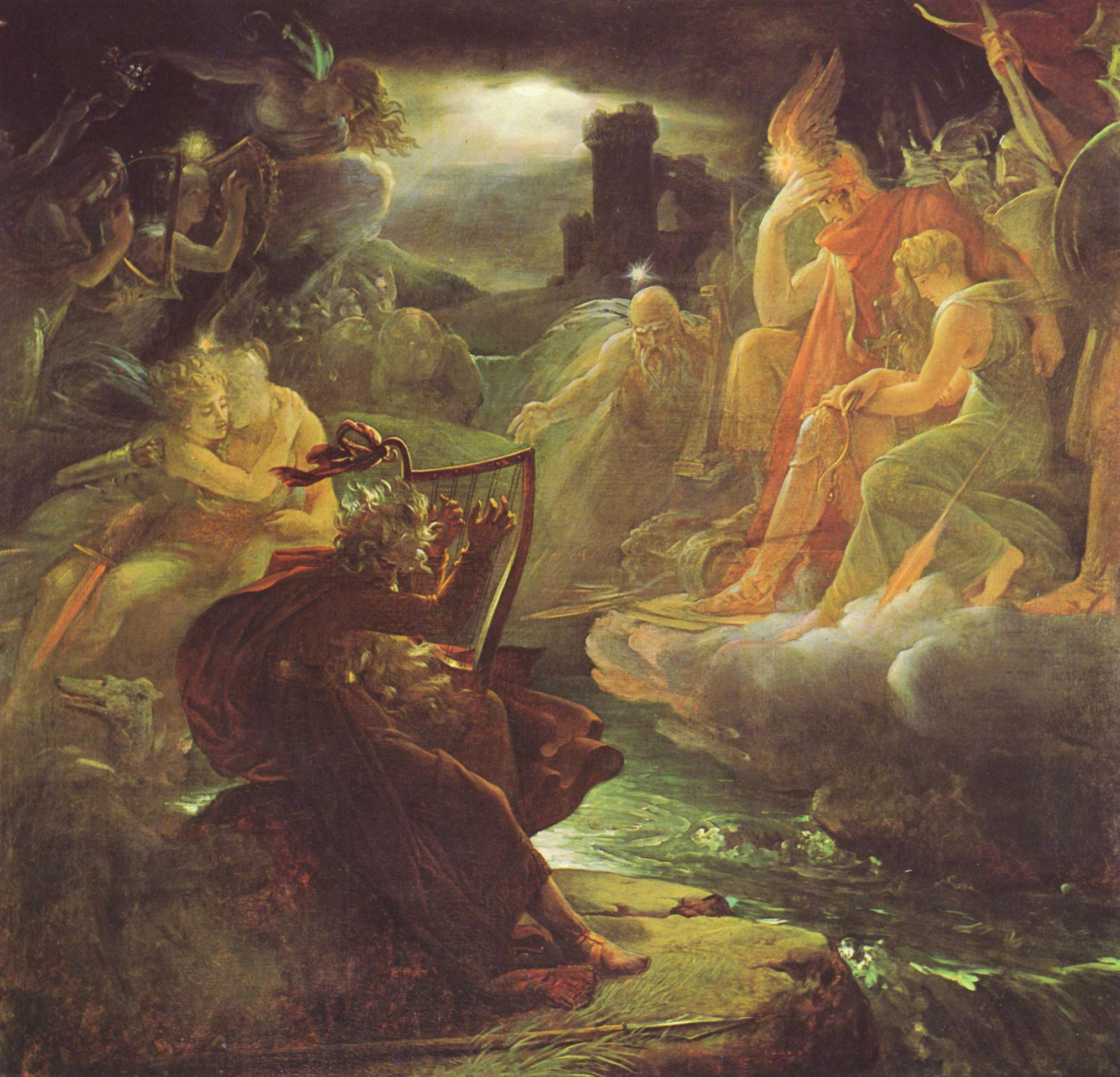
Ossian évoque les fantômes au son de la harpe sur les bords du Lora, par le baron Gérard, 1801-1802.

Le courant dit celtomane se manifeste en France à partir du XVIe siècle et surtout à la fin du XVIIIe siècle. Le succès des oeuvres de l'Écossais James Macpherson qui fait paraître en 1773 l'édition définitive des Œuvres d'Ossian, héros irlandais du IIIe siècle, auquel il attribua des textes qu'il disait avoir recueillis dans d'anciens grimoires médiévaux, élargit le genre. James MacPherson avait réécrit en les reliant des fragments de récits traditionnels et d'épopées gaéliques, comme on le faisait à son époque pour nombre d'œuvres littéraires. Ses écrits conquirent l'Europe, furent traduits en de nombreuses langues et provoquèrent la naissance d'une mode celtique favorisée par le romantisme naissant à l'époque et dont l’ossianisme a été la première manifestation en poésie. En retour cette mode provoqua une série d'études sérieuses qui tirèrent de l'oubli des documents jusque-là négligés, ainsi que des compositions artistiques de valeur (exemple : en musique La Grotte de Fingal de Mendelssohn ou  Norma de Bellini ; beaucoup d'œuvres de peintres et de graveurs britanniques).
Selon quelques celtomanes, le breton aurait été la langue primitive de l'humanité. Elle aurait été l'héritière d'une langue celto-scythe à l'origine de toutes les autres langues. Ou bien un descendant du phénicien ou de l'hébreu (la croyance en une langue primitive de l'humanité était due au schéma généalogique de la Bible, qui induisait un nostratique). La création de l'Académie celtique le 9 germinal an XII (30 mars 1804), fondée sous le patronage de l'empereur Napoléon Ier lui-même, suscita les premiers travaux sérieux sur les traditions populaires. Si, chez certains érudits, le but était seulement de mettre en valeur le passé celte commun à une bonne partie de l'Europe, et en particulier à la Grande-Bretagne et à la Bretagne ou, pour d'autres, de sauvegarder le particularisme breton, les approximations de la celtomanie contribuèrent à disqualifier scientifiquement une partie des celtomanes.
Pour certains celtomanes du XIXe siècle comme Christoll Terrien (d), la Galilée devait son nom aux Gaulois installés en Orient lors de la Grande Expédition, et Jésus était un Celte. Selon Felice Vinci, « il ne semble pas déraisonnable de supposer que les Gaulois, à la fin de leur avancée vers le sud-est de la Méditerranée, avaient établi un avant-poste en Galilée, c'est-à-dire la « terre des Gaulois » ».
Dans le premier chapitre de son ouvrage fondamental The Druids (1927, régulièrement réédité), l'archéologue et historien T. D. Kendrick a fait l'histoire de la celtomanie du XVe au XVIIIe siècle, où se mêlent plusieurs thèmes et conceptions hétérogènes. Il a rappelé comment les siècles suivants ont remis à leur juste place les matériaux d'étude (auteurs classiques, monuments - y compris les mégalithes qu'on ne pouvait alors dater), en les séparant des fantaisies romantiques. Très au fait du contexte, l'historien Georges-Gustave Toudouze commente le chemin parcouru : « les progrès et l'effacement de la celtomanie furent le prix à payer pour sortir de l'ornière le riche patrimoine des peuples celtiques, combattu par la politique anglo-saxonne et, surtout, par le rationalisme étatique français[réf. nécessaire] » (sauf lorsqu'il s'agissait de promouvoir les "Gaulois").

## Un engouement de longue date
Dès la Renaissance, des Allemands commencent à se revendiquer une ascendance celtique. À partir du XVIIe siècle, des peuples d'Europe occidentale à la recherche de leur origine et en réaction aux références traditionnelles à la fois religieuses et classiques, c'est-à-dire la Bible ou la culture gréco-romaine, se découvrent un passé celtique. Les Celtes commencent à être réhabilités et utilisés comme revendication identitaire, en réaction à une oppression socio-politique en Irlande ou à une déperdition linguistique en Bretagne. Le cas de la France est à part et pour le moins paradoxal, puisque la Révolution revendique une identité gauloise s'opposant à l'origine franque supposée de la noblesse (querelles Mably, Boulainvillers et d'autres, essayant de conjurer l'hétérogénéité des populations). Pourtant, même si les Gaulois deviennent ancêtres désignés des Français, ils sont rarement identifiés comme étant aussi des Celtes. C'eût été contrarier l'idée abstraite, et providentielle, de l'Hexagone. Les clichés des Classiques restent cependant la règle : le Gaulois est doué mais reste un barbare ayant su s'adapter et profiter de la civilisation romaine. C'est aussi à cette époque que s'élabore le concept de gallo-romain. Dans ce contexte, les Bretons bretonnants étaient perçus comme les derniers détenteurs de la langue et de la civilisation gauloise, mais aussi comme un corps étranger à assimiler, les Celtes romanisés ayant été de bons élèves de Rome.

## La celtomanie et le Second Empire
Elle commence à s'effacer sous le Second Empire, lorsque Napoléon III décide de se faire historiographe du siège d'Alésia. Souci politique mais réel intérêt qui favorisa l'archéologie.
Cette mise en valeur du passé celtique aida la naissance des sciences archéologiques, philologiques et ethnographiques, qui acquéraient alors leur plein statut scientifique. Les Celtes apparurent comme un rameau du peuple indo-européen originel. Cette hypothèse étant admise aujourd'hui et s'étant avérée fructueuse dans nombre de disciplines, la raison des attaques de J.-P. Demoule à son égard, très critiquées, paraît extérieure à l'archéologie.
Il faut considérer la "celtomanie" comme un balbutiement dans une recherche historique novatrice.
L'engouement initial disparaît au milieu du XIXe siècle, lors des derniers feux du romantisme, alors que les premiers archéologues remettent en cause certains de ses discours. Les tenants de ce courant parviennent à le faire survivre au travers de divers groupuscules parareligieux ou parascientifiques. "Le préjugé anti-celtique et le refus de la longue durée dans l'élaboration d'une réflexion scientifique condamnaient les amateurs et les curieux à se contenter d'une information inégale, à moins que des interdits jetés sur des pans entiers de savoirs n'expliquent la persistance d'une "ignorance entretenue".
Les débats sur les Celtes contribuent à éclairer les origines des peuples européens (un sujet d'études qui était, pour certains, impensable et condamnable en soi). La phrénologie fut convoquée par quelques chercheurs (Paul Broca fut l'un des pourfendeurs a priori de l'emploi de cette méthode). Puis, les méthodes s'affinant, on put émettre des conclusions assurées, en particulier celles qui plaçaient les Celtes dans la famille indo-européenne et trouvaient leur origine dans les mouvements protohistoriques des âges des Métaux.

## Chauvinisme français et étatisme
Dans le contexte des années 1870, la celtomanie des années 1850 se transforma en exaltation des origines de la France, « les Germains ayant eu raison des Celtes », tandis que d'autres, notamment Franz Pruner-Bey, met en avant la parenté avec les Germains. Dans ce contexte, Claude Rocher, un membre de la société française d'anthropologie, prit position contre cette exaltation d'un mythe des origines, qu'il jugeait aussi erroné que mortifère. Contradiction : on enseignait à de nombreux peuples sous administration française que leurs ancêtres étaient des Gaulois : fabrication dans laquelle la celtomanie romantique n'avait plus aucune part. Cette confusion a desservi la description objective des populations, qu'elles aient ou non subi jadis une influence celtique (la propagation du thème « gaulois » aidait ainsi à refouler le caractère germanique de l'Alsace, de la Moselle, de la Flandre ; d'effacer le fondement aquitanien des Basques et des Gascons, etc. ).
Un bon tiers de l'Europe ayant hébergé des populations celtiques, et nombre de régions et de villes leur devant leur nom, les questions relatives à l'influence celtique ne pouvaient être dénouées par la celtomanie telle qu'on la concevait au XVIIIe siècle. Peu à peu on en est venu à concevoir sans excès le rôle formateur des Celtes dans la première Europe.
Dans le second Reich allemand, le débat autour des Celtes constitue aussi un sujet de discussions  dès les années 1890. Avant le premier conflit mondial, les archéologues allemands, influencés par Gustaf Kossinna, tentent de circonscrire l'héritage matériel vieux-celtique que de nouvelles méthodes de fouilles ("histoire des sites") permettent de mieux appréhender en Autriche, Bavière et Rhénanie. Selon certains intellectuels les Celtes seraient des descendants des Aryens. Mais Karl Georg Zschaetzsch, en établissant des liens de parenté entre la tribu celte des Éburons et la ville de Hébron du fait de leur proximité phonétique, en l'occurrence sans lien avec le germanisme, restait fidèle à une vieille théorie « bibliste » en faveur dans les milieux protestants, répandue surtout en Angleterre.
Certains archéologues allemands à partir des années 1920 défendent la thèse d'une origine germanique des populations celtes, la délimitation archéologique n'étant pas encore partout assurée. Après la défaite française de 1940, des programmes de fouilles menés dans le Nord et l'Est de la France furent stoppés par la suite des événements.
Dans la bande dessinée franco-belge, la figure du Celte a inspiré plusieurs créations importantes, mettant en valeur tantôt le ralliement réticent des Gaulois à l'Empire romain dans Alix, tantôt, avec une forte dose de second degré, leur résistance à une civilisation uniformisatrice dans Astérix.
Au cours des années 1970 la figure du Celte, comme celle du Germain, fut parfois utilisée par la Nouvelle Droite parisienne pour insister sur la longue durée de l'installation des populations dans les pays d'Europe occidentale.

## Néodruidisme et néoceltisme
Au XIXe siècle, d'abord sous le manteau du néodruidisme, inventé au pays de Galles, et auquel François-René de Chateaubriand a, involontairement, donné un coup d'envoi en France, puis développé sous des aspects plus politiques, ce que l'on apprend des anciens Celtes devient un mouvement politico-culturel appelé « celtisme » ou, au début du XXe siècle, « panceltisme ». Il est remarquable que le bardisme rénové du pays de Galles (fondation de la Gorsedd) s'est séparé d'emblée du druidism anglais, dont les fins étaient tout autres.
Des organisations culturelles et / ou politiques organisent jusqu'à nos jours des échanges privilégiés entre les six pays où les langues celtiques sont non seulement attestées depuis le Moyen  Âge, mais encore parfois pratiquées : Irlande, Écosse, Man, pays de Galles, Cornouailles et Bretagne. En Bretagne, l'impact de cette entreprise est encore mesurable au nombre élevé de communes jumelées avec des collectivités publiques de ces pays.
Un celtisme plus général implique des régions d'Europe où l’on croit que les Celtes ont pu jouer un rôle historique et dont témoignent surtout la toponymie et parfois des inscriptions rédigées dans une langue celtique. Ce celtisme s’exprime paradoxalement dans certaines régions côtières ou montagneuse de l'extrême nord de l'Espagne : Asturies, Cantabrie et Galice, alors qu'aucune langue celtique n'y soit plus parlée depuis 2000 ans et que les langues romanes locales ne possèdent pas plus d'éléments celtiques que le castillan. En revanche, les seules inscriptions d’Espagne en celtibère, l’unique langue celtique attestée dans ce pays, ont été trouvées sur les hauts plateaux de Castille-et-León et en Aragon, régions qui ne se réclament pas d’un héritage celtique. L'Italie du Nord est aussi concernée par l'idée d'un héritage celte, en raison de la culture de Golasecca et de l'existence avérée des Gaulois cisalpins à l'époque antique, mais elle s'exprime surtout dans le Val d'Aoste et la région du Pô. La grande exposition de Venise sur les Celtes, en 1991, a révélé au grand public l'apport celtique à la culture romaine de ce pays.
On note que des croyances tirées du fonds celtique, et souvent mal comprises dans un contexte New Age, se développent (surtout en langue américaine) autour de la thèse d'une sagesse celtique à redécouvrir, dont les druides auraient été les dépositaires.

## Régionalismes
Populations ayant été refoulées sur les marges occidentales du continent européen, le souvenir des Celtes ne s'est pas évanoui chez les tenants des identités régionales menacées, dans le Royaume-Uni ou en France.
Au cours de la seconde guerre mondiale des contacts allemands avec des militants de la cause bretonne n'eurent guère de suite car, comme ailleurs, les mouvements séparatistes étaient tenus en lisière par les autorités d'Occupation (par le biais du strict contrôle des déplacements de leurs principaux responsables), et par l'Etat français. Le congrès celtique, instance fédérant la Bretagne et les pays celtiques de France et de Grande-Bretagne, resta en marge, ainsi que le territoire britannique. L'après-guerre n'amena aucune amélioration dans la situation linguistique et sociale. La question irlandaise, persistante, fut l'occasion de mouvements de solidarité non-politique (création en Bretagne du Secours populaire interceltique, caritatif). Mais il ne s'agit plus dans tout cela de "celtomanie".
Depuis plus de cent-cinquante ans en France et sur les Îles britanniques des cercles d'études celtiques se penchaient sur la situation culturelle et sociale des régions celtiques, où se développaient aussi des mouvements consacrés à l'émancipation nationale ou régionale face aux États français (État-nation) et britannique. Cette résistance a aidé à l'indépendance de l'Irlande puis aux statuts d'autonomie actuels de l'Écosse et du pays de Galles, ainsi qu'à la rectification des limites du Cornwall, désormais reconnu comme duché ; l'île de Man est une entité statutairement distincte. La politique de l'État français n'a pas permis de telles avancées.
Devenues marginales en raison du développement des langues officielles, le français et l'anglais, les langues celtiques sont réintroduites de manière volontariste à partir des années 1970 : le cornique en Cornouailles et le mannois ou manx (par erreur manxois) sur l'île de Man sont ainsi utilisés par une minorité de la population dans leur aire géographique respective.
On peut considérer que certains aspects désuets de la celtomanie ne profitent pas à une connaissance sérieuse des anciens Celtes, ni à la promotion des langues celtiques. Cette tendance accompagne, en France, une tendance à marginaliser les études celtiques. 

## Les principaux celtomanes
- Jacques Le Brigant (1720-1804), (surnommé le « prince des celtomanes»[31],[32]).
- Théophile-Malo Corret de La Tour d'Auvergne
- Jean-François Le Gonidec (1775-1838), grammairien et lexicographe, pas vraiment celtomane.
- Jacques Cambry sut être un bon historien et rectifier quelques préjugés de l'époque.[réf. nécessaire]